# Led Zeppelin United Kingdom Tour Summer 1969
Led Zeppelin United Kingdom Tour Summer 1969 – krótka trasa koncertowa grupy muzycznej Led Zeppelin, która odbyła się w czerwcu 1969 r. Obejmowała Anglię z wyjątkiem jednego występu we Francji, gdzie zespół pojawił się w programie telewizyjnym w Paryżu.

## Program koncertów
Typowa setlista wyglądała następująco:
1. "Communication Breakdown" (Page, Jones, Bonham)
2. "I Can't Quit You Baby" (Dixon)
3. "Dazed and Confused" (Page)
4. "White Summer"/"Black Mountain Side" (Page)
5. "You Shook Me" (Dixon, Lenoir)
6. "How Many More Times" (Bonham, Jones, Page)

Setlistę uzupełniano innymi utworami podczas koncertów.

## Lista koncertów
- 8 czerwca - Newcastle upon Tyne, Anglia - nieznane miejsce koncertu
- 13 czerwca - Birmingham, Anglia - Birmingham Town Hall
- 15 czerwca - Manchester, Anglia - Free Trade Hall
- 16 czerwca - Londyn, Anglia - Aeolian Hall (transmisja koncertu w BBC)
- 19 czerwca - Paryż, Francja - występ w programie telewizyjnym "Tous En Scene"
- 20 czerwca - Newcastle upon Tyne, Anglia - Newcastle City Hall
- 21 czerwca - Bristol, Anglia - Colston Hall
- 22 czerwca - Manchester, Anglia - nieznane miejsce koncertu
- 24 czerwca - Londyn, Anglia - Maida Vales Studios (transmisja koncertu w BBC)
- 26 czerwca - Portsmouth, Anglia - Portsmouth Guildhall
- 27 czerwca - Londyn, Anglia - Playhouse Theatre
- 28 czerwca - Bath, Anglia - Bath Festival - Pavillon Recretional Ground
- 29 czerwca - Londyn, Anglia - Royal Albert Hall